# Jan van Hal
J.P. (Jan) van Hal (1944) is een Nederlandse lokale politicus. Namens het CDA is hij wethouder in Etten-Leur.
Van Hal werd in 1990 in de gemeenteraad van Etten-Leur verkozen en was tot 2006 in de raad vertegenwoordigd. Veertien jaar lang bekleedde hij ook het fractievoorzitterschap. Omdat een andere CDA'er met voorkeurstemmen een zetel bemachtigde, greep hij in 2006 naast een raadszetel. Het jaar daarop kon hij echter alweer in de raad plaatsnemen, doordat een partijlid de gemeenteraad verliet.
Nadat eind 2008 wethouder en partijgenoot Felix de Bekker voortijdig de harp aan de wilgen hing, nam Van Hal diens plaats in. Hij kreeg De Bekkers portefeuille die bestond uit financiën, grondbedrijf, gemeentelijke eigendommen, cultuur, toerisme en recreatie alsook openbare werken (stadsbeheer en reconstructies). Tot dan toe was Van Hal werkzaam geweest als sectorhoofd Watersystemen en Waterkeringen van het waterschap Brabantse Delta, een betrekking waar hij vanwege het bereiken van de pensioengerechtigde leeftijd net enkele maanden later mee had willen stoppen.